# John Holloway
Pour les articles homonymes, voir John Holloway (musicien) et Holloway.
John Holloway, né le 26 juillet 1947 à Dublin, est un sociologue et philosophe marxiste irlandais dont le travail est associé au mouvement zapatiste de l'Armée zapatiste de libération nationale (EZLN). Il réside à Puebla et enseigne à la Benemérita Universidad Autónoma de Puebla au Mexique depuis 1991. Pour l'espace francophone, il  contribue régulièrement à la revue Variations : Revue internationale de théorie critique.

## Biographie et œuvre

### Changer le monde sans prendre le pouvoir
Son livre Change The World Without Taking Power paru en anglais en 2002, puis en français en janvier 2008 sous le titre Changer le monde sans prendre le pouvoir, après la publication française de sa postface actualisée en 2006[source insuffisante], a connu un immense succès[réf. nécessaire], surtout en Amérique latine, où il a suscité de nombreuses controverses, au-delà des cercles marxistes. Les oppositions les plus fortes à ce livre sont venues des partis politiques héritiers du bolchevisme et de la social-démocratie, parce que John Holloway remet en cause ce qui est un de leurs fondements: la prise du pouvoir comme perspective privilégiée de l'action politique. Il défend de manière théorique l'idée (des Zapatistes) qu'il est possible de changer le monde sans prendre le pouvoir, en se centrant sur des actes de résistance situés dans le quotidien. Les thèses qu'il défend rejoignent ainsi la tradition libertaire et le marxisme anti-autoritaire et offrent une critique en règle de la tradition marxiste-léniniste et trotskiste. Son travail a une grande influence sur le mouvement altermondialiste.
Dans son livre, Holloway mène une analyse théorique et politique de ce que portent les mouvements sociaux depuis le milieu de la décennie quatre-vingt-dix - impulsés notamment par la révolte zapatiste en 1994 et par la mobilisation de Seattle en 1999. Holloway soutient que ces mouvements luttent pour un changement radical mais dans des termes qui n’ont rien à voir avec la radicalité des luttes antérieures qui visaient la prise du pouvoir d’État. 
Ces mouvements sociaux sont donc en rupture avec la théorie marxiste-léniniste classique de la révolution, qui se centre uniquement sur la prise du pouvoir institutionnel. Holloway s’interroge sur la manière de reformuler notre compréhension de la révolution en tant que lutte contre le pouvoir et non pas pour le pouvoir. Après un siècle de tentatives manquées visant à mener des changements radicaux, et ce autant du côté des révolutionnaires que de celui des réformistes, le concept de révolution est entré en crise[réf. nécessaire].
John Holloway ouvre le débat en reposant des questions  essentielles du marxisme et de la tradition libertaire, utilisant pour ce faire les traditions non-orthodoxes du marxisme (représentées ici par Theodor Adorno, Ernst Bloch, Georg Lukács, le «marxisme ouvert» ou encore le marxisme autonomiste). Son approche s’ancre dans le concept marxiste non pas de «fétichisme» mais de «fétichisation» en analysant la manière dont le faire est transformé en fait. Holloway part de cette idée centrale que nous sommes toutes et tous capables de faire en tant qu’êtres humains. Le faire est plus qu’une simple activité physique, c’est un mouvement créateur qui implique la transformation continue du monde qui nous entoure, dans nos actions de tous les jours. Ainsi, la lutte pour la transformation radicale est loin d’être marginalisée car elle est imbriquée dans nos vies ordinaires[réf. nécessaire].
Ce qui implique que la révolution doit être comprise aujourd’hui comme un questionnement et non comme une réponse[réf. nécessaire].

### Crack capitalism, 33 thèses contre le capital
Cette section ne s'appuie pas, ou pas assez, sur des sources secondaires ou tertiaires indépendantes du sujet. Le texte peut contenir des analyses inexactes ou inédites de sources primaires.
Pour l'améliorer, ajoutez-en, ou placez des modèles {{Source secondaire souhaitée}} ou {{Source secondaire nécessaire}} sur les passages mal sourcés. (février 2025)
En juin 2012 sort un nouvel ouvrage de John Holloway (sorti en anglais en 2010), Crack capitalism, 33 thèses contre le capital. 
Dans cet ouvrage qu'il présente comme la « fille » de Changer le monde sans prendre le pouvoir, l'auteur présente le capitalisme comme une dynamique sociale historiquement spécifique. C'est cette dynamique qui définit le temps, les genres et les catégories de valeur, de travail et d'argent en particulier. L'ouvrage d'Holloway a donc l'ambition de présenter le capitalisme non pas comme un système économique, mais un comme une synthèse sociale.
Dans cette lecture particulière du monde moderne, Holloway insiste sur le fait que nos refus et créations sont autant de « brèches » (« cracks ») dans la logique propre au capitalisme. C'est cela qui fait écrire à l'auteur que si crise de capitalisme il y a, c'est bien parce que l'humanité n'est pas assez docile pour se plier aux exigences du toujours plus, toujours plus vite. Holloway construit donc l'idée iconoclaste que nous serions la crise du capitalisme.
Un autre développement important de Crack capitalism, 33 thèses contre le capital, est le retour sur la conception marxienne de la dualité du travail : le travail concret et le travail abstrait. La particularité de l'approche d'Holloway est de traiter cette dualité comme fondamentalement problématique et potentiellement source de révolte et de changement radical de la société. Pour mettre en perspective cette problématique Holloway réintroduit son concept de « faire », déjà présent dans son précédent opus, qui irait « contre-et-au-delà » le travail capitaliste.
Si Crack capitalism, 33 thèses contre le capital est bien un ouvrage de théorie politique, il a la particularité de toujours chercher à illustrer ses conceptualisations avec des exemples concrets, mais aussi de se méfier de toute construction intellectuelle qui pourrait laisser envisager une quelconque pureté ou vérité du concept. En cela, Holloway s'inscrit dans l'héritage critique de la première génération de l'École de Francfort.

### en anglais
- State and Capital: A Marxist Debate (1978),  (ISBN 0-7131-5987-1), ed. with Sol Piccioto
- Social Policy Harmonisation in the European Community (1981),  (ISBN 0-566-00196-9)
- Post-Fordism and Social Form: A Marxist Debate on the Post-Fordist State (1991),  (ISBN 0-333-54393-9), ed. with Werner Bonefeld
- Global Capital, National State, and the Politics of Money (1995),  (ISBN 0-312-12466-X), ed. with Werner Bonefeld
- Open Marxism: Emancipating Marx (1995),  (ISBN 0-7453-0864-3), ed. with Werner Bonefeld, Richard Gunn and Kosmas Psychopedis
- Zapatista!: Reinventing Revolution in Mexico (1998),  (ISBN 0-7453-1178-4), ed. with Eloína Peláez
- Change the World Without Taking Power: The Meaning of Revolution Today (Get Political) (2002),  (ISBN 0-7453-1864-9)
- Negativity and Revolution: Adorno and Political Activism (2008)  (ISBN 978-0-7453-2836-2), ed. with Fernando Matamoros & Sergio Tischler
- Crack Capitalism (2010)  (ISBN 0-7453-3008-8)  (ISBN 978-0745330082), Pluto Press[3]

### en français
- Changer le monde sans prendre le pouvoir : Le sens de la révolution aujourd'hui (trad. de l'espagnol), Paris/Montréal, Syllepse/Lux, 2008, 320 p. (ISBN 978-2-84950-142-9)[4]
- Crack Capitalism : 33 thèses contre le capital (trad. de l'anglais), Paris, Libertalia, 2012, 458 p. (ISBN 978-2-918059-22-6)[5]
- Lire la première phrase du Capital : suivi de Crise et critique (trad. de l'anglais), Paris, Libertalia, coll. « À Boulets Rouges », 2015, 96 p. (ISBN 978-2-918059-58-5)
- La Rage contre le règne de l'argent, Montreuil, Libertalia, 2019, collection "poche".
- Avis de tempête, Montreuil, Libertalia, 2021, collection "poche".

### Contributions à des ouvrages collectifs
- Collectif, La commune du Rojava : l'alternative kurde à l'État-nation, Syllepse, 2017, préf. Michael Löwy, Le Kurdistan libertaire nous concerne !, [lire en ligne].